# Radhose

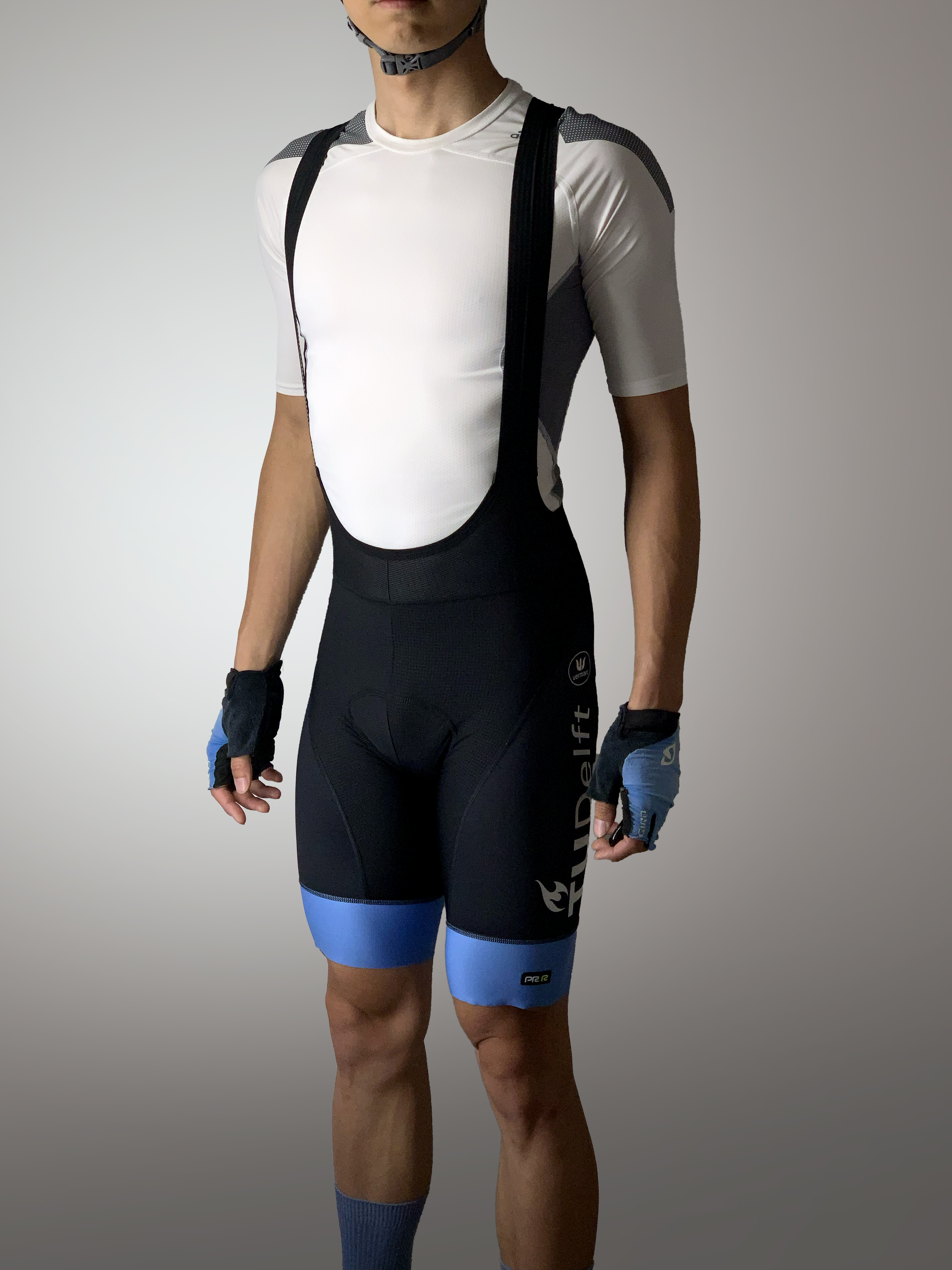
Trägerhose

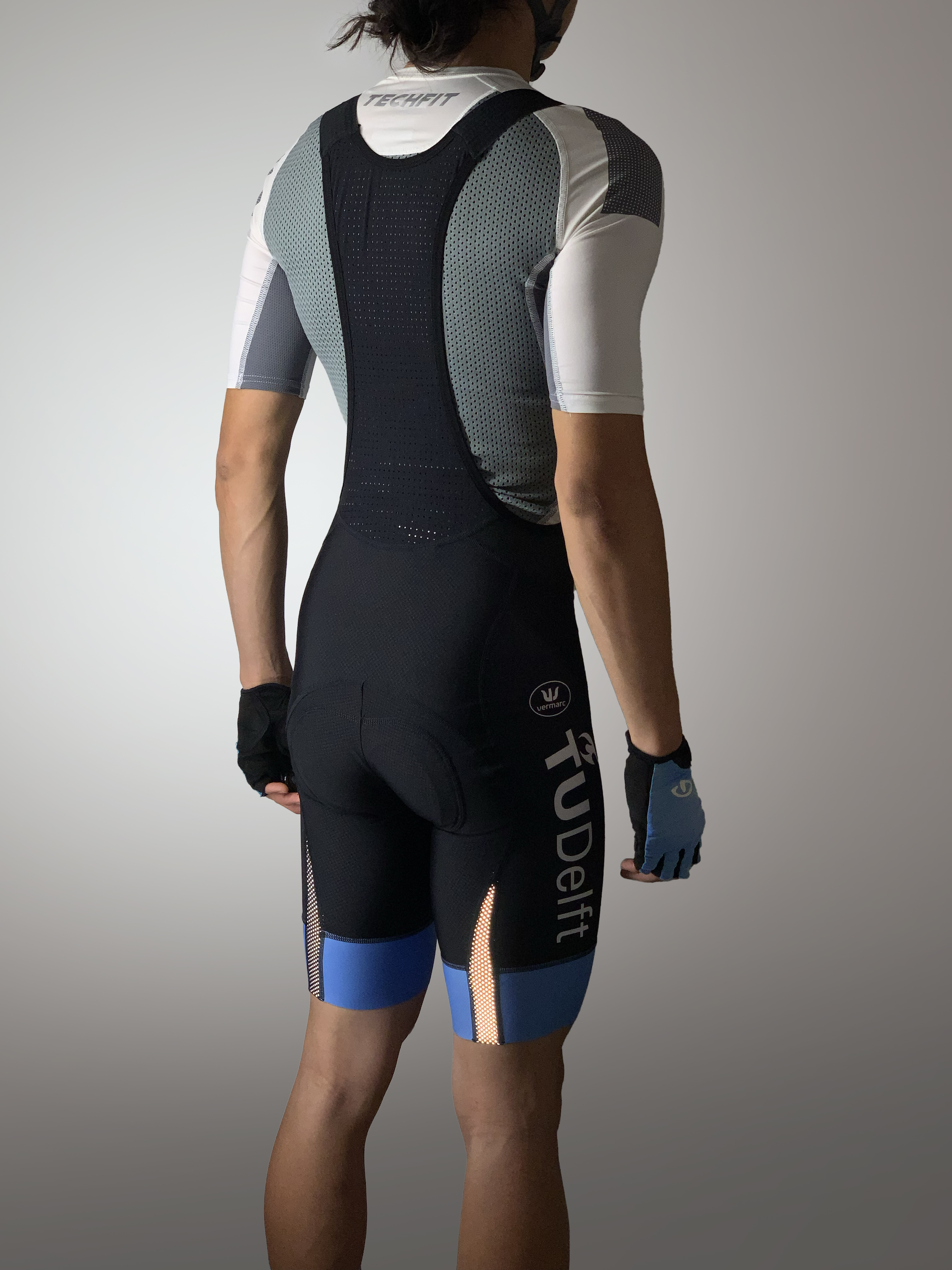
Trägerhose

Die Radhose ist eine hautenge, meist kurze (Beinabschluss liegt über dem Knie) Hose für den Radsport mit einem polsternden Sitzeinsatz.
Abgrenzung: Mit Radlerhose oder Radlerleggings sind seit den 1990er Jahren umgangssprachlich meist Leggings für den Alltag mit kurzem, über dem Knie endenden Bein gemeint, die im Gegensatz zu den Radsporthosen keinen Sitzeinsatz haben.

## Sitzeinsatz
Im Gegensatz zu Radlerleggings sind Radsporthosen auf die Bedürfnisse der Radsportler beim oft stundenlangen Fahren ausgelegt und besitzen daher einen Sitzeinsatz. Dieser bestand ursprünglich aus speziell bearbeitetem Chamois Leder (Gamsleder, allgemein: Sämischleder), selten auch RehlederBelege?. Heutzutage findet man vor allem synthetische Einsätze, die solche aus Leder fast verdrängt haben, da sie keine spezielle Pflege erfordern.

Der Sitzeinsatz ist steifer als die übrige Hose und trägt (von außen deutlich erkennbar) relativ stark auf. Der Schnitt des Sitzeinsatzes ist geschlechtsspezifisch: Bei Männer-Radhosen ist er deutlich länger als bei Modellen für Frauen, da er die im Dammbereich verlaufenden Nerven und Gefäße, wie den Nervus pudendus und die Arteria pudenda interna, vor Quetschung schützen soll. Hochwertige Einsätze verhindern Hitzestau, sind aus antibakteriellem Material gefertigt, verfügen über unterschiedlich starke Polsterung (zwischen zwei und zehn Millimeter) und sind meist nahtlos gefertigt.

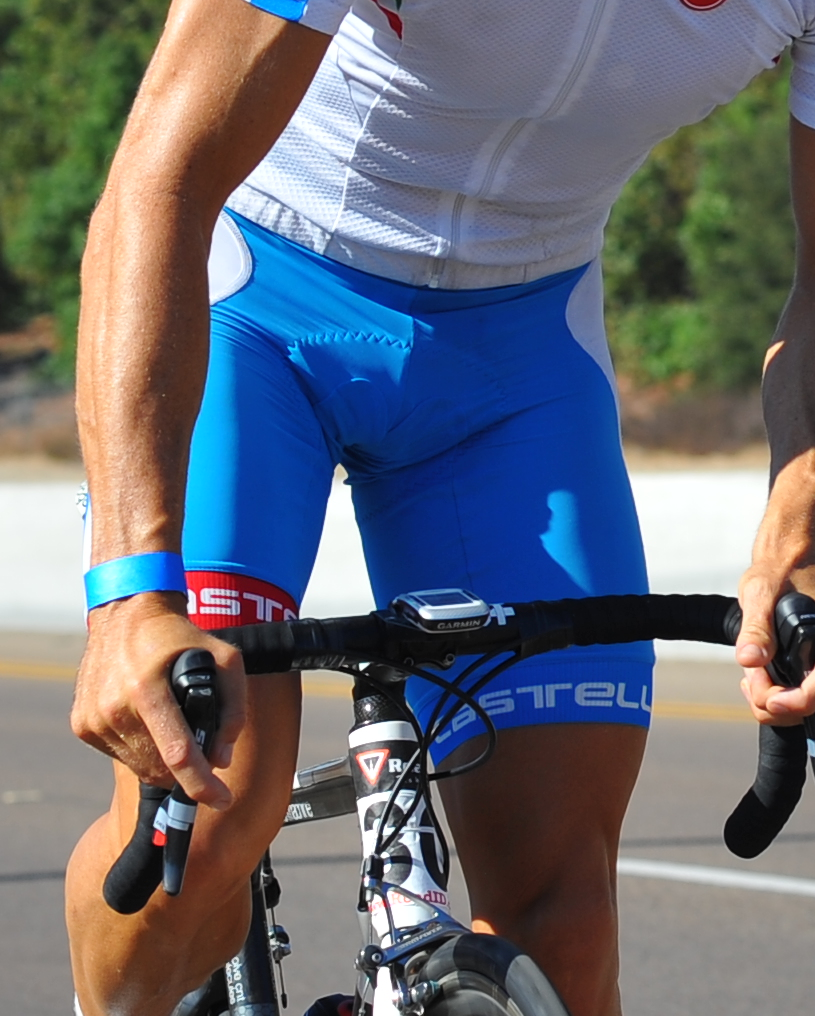
Radhose, deutlich zu erkennen die Sitzpolster
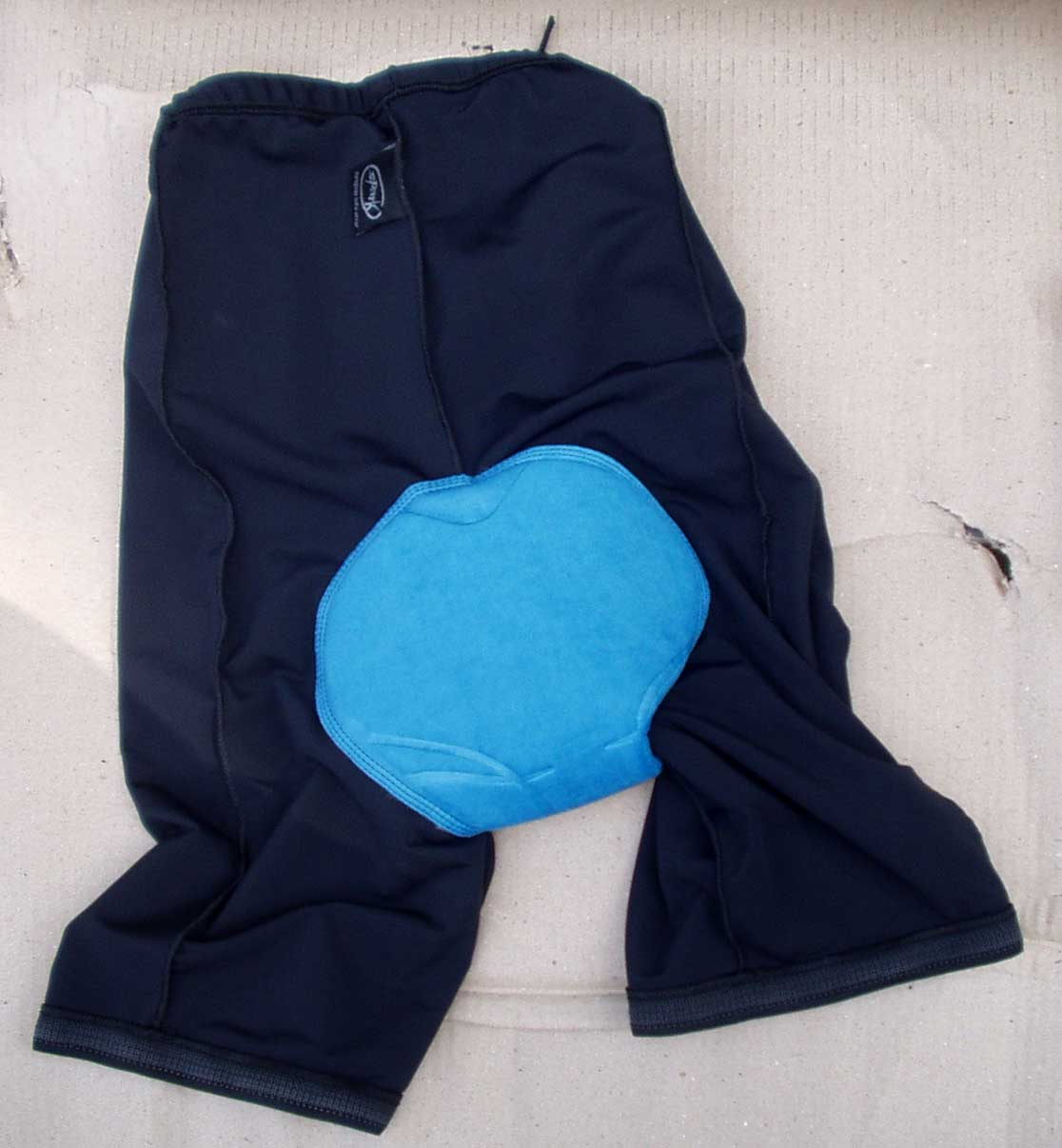
Radhose mit Einsatz aus synthetischen Fasern (von innen)

## Verwendung
Üblicherweise werden Radhosen ohne Unterwäsche getragen, so dass das (in der Regel nahtfreie) Sitzpolster direkt auf der Haut aufliegt, um ein Wundscheuern zu verhindern. Zusätzlich werden zu diesem Zweck bei langen Fahrten Sitzpolster und Gesäß oft mit Babycreme oder Hirschtalg oder einer speziellen Sitzcreme eingestrichen.

## Hosenstoff
Als Material für die Hose dient heute meistens ein Nylon-Elastan-Mischgewebe, das durch seine Dehnbarkeit eine hautenge Passform ermöglicht, den vom Radfahrer reichlich produzierten Schweiß von der Haut des Trägers ableitet und so die früher verwendete Wolle verdrängt hat.

## Formen
Neben den anfangs beschriebenen kurzen Radhosen gibt es auch lange oder 3⁄4-lange Radhosen.
Radhosen sind als Bund- oder Trägerhose erhältlich, wobei die Trägerhose den Vorteil hat, nicht auf den Bauch des Radfahrers zu drücken.
Eine Sonderform sind Zeitfahranzüge oder Einteiler, die gegenüber der klassischen Kombination aus Radhose und Fahrradtrikot vor allem aerodynamische Vorteile bringen.